# Horynka
Horynka (ukr. Горинка) – wieś na Ukrainie w rejonie krzemienieckim należącym do obwodu tarnopolskiego.